# Internationale Cricket-Saison 1931/32
Die internationale Cricket-Saison 1931/32 fand zwischen November 1931 und März 1932 statt. Als Wintersaison wurden vorwiegend Heimspiele der Mannschaften aus Südasien, der Karibik und Ozeanien ausgetragen.

## Überblick

### Internationale Touren
| Beginn            | Heimteam   | Auswärtsteam | Resultate | Artikel |
| Beginn            | Heimteam   | Auswärtsteam | Test      | Artikel |
| ----------------- | ---------- | ------------ | --------- | ------- |
| 27. November 1931 | Australien | Südafrika    | 5–0 [5]   | Artikel |
| 27. Februar 1932  | Neuseeland | Südafrika    | 0–2 [2]   | Artikel |

## Nationale Meisterschaften
Aufgeführt sind die nationalen Meisterschaften der Full Member des ICC.
| Land       | First-Class              |
| ---------- | ------------------------ |
| Australien | Sheffield Shield 1931/32 |
| Neuseeland | Plunket Shield 1931/32   |
| Südafrika  | Currie Cup 1931/32       |